# Nationalversammlung (Thailand)

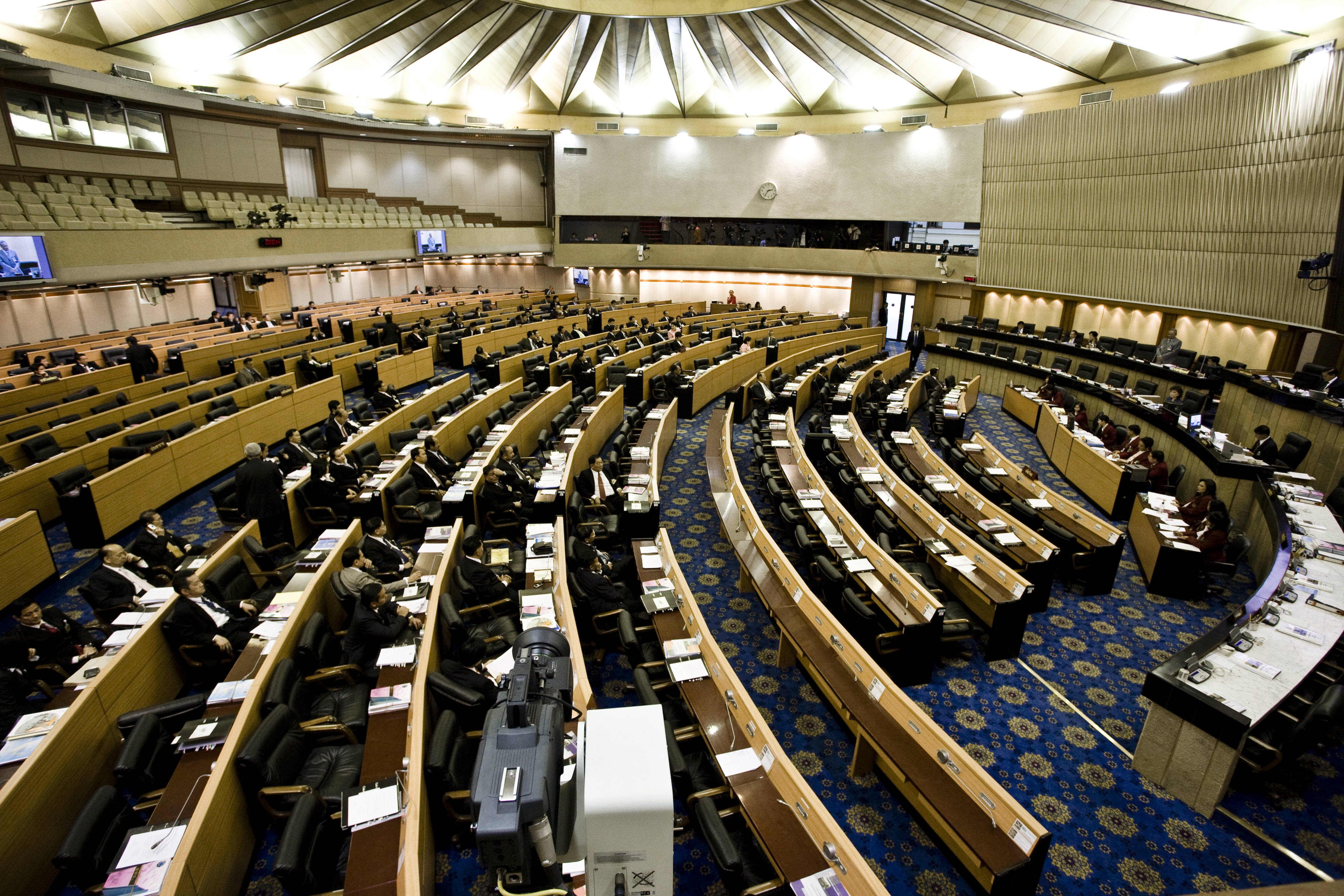
Plenarsaal im früheren Parlamentsgebäude (1974–2018)

Die Nationalversammlung (thailändisch รัฐสภาไทย, RTGS: Ratthasapha Thai) ist das Zweikammerparlament Thailands. Sie setzt sich aus dem Repräsentantenhaus und dem Senat zusammen.
Die 500 Mitglieder des Repräsentantenhauses sind vom Volk gewählt (350 nach Mehrheits- und 150 nach Verhältniswahlrecht). Die 250 Senatoren wurden 2019 von der damaligen Militärjunta („Nationaler Rat zur Erhaltung des Friedens“) für eine fünfjährige Amtszeit ernannt. Der Sprecher des Repräsentantenhauses (seit 2023 Wan Muhamad Noor Matha) ist von Amts wegen zugleich Präsident der Nationalversammlung. Der Sprecher des Senats (seit 2019 Pornpetch Wichitcholchai) ist Vizepräsident der Nationalversammlung.

## Geschichte

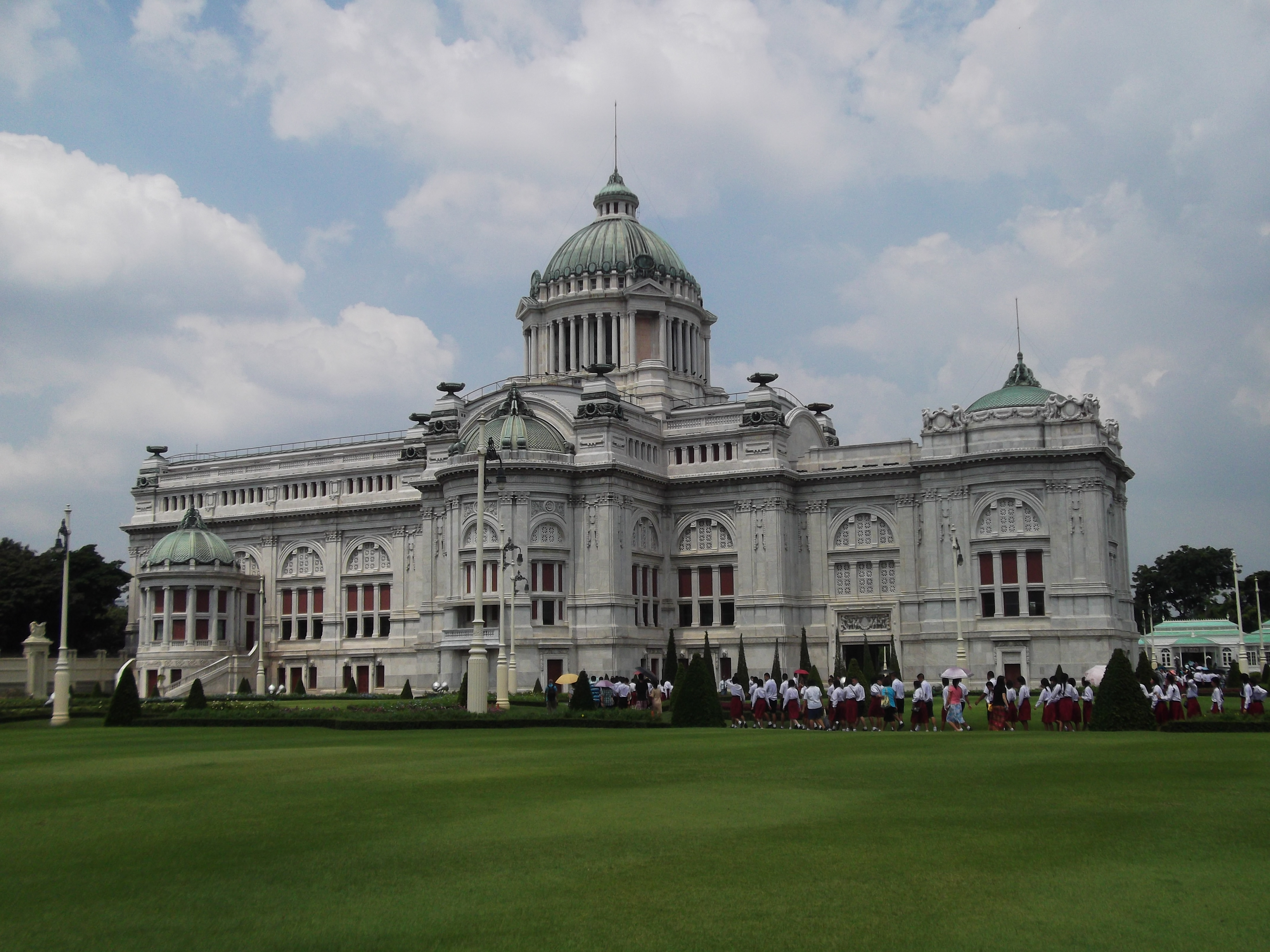
Die Anantasamakhom-Thronhalle diente von 1932 bis 1974 als Sitz der Nationalversammlung

Das Parlament wurde 1932 nach der sogenannten Siamesischen Revolution geschaffen, die den Übergang zur konstitutionellen Monarchie brachte. Es war zunächst ein Einkammerparlament, deren Mitglieder zur Hälfte gewählt und zur Hälfte ernannt waren. Das Frauenwahlrecht wurde bereits 1932 eingeführt. Nach der Verfassung von 1946 wurde die Nationalversammlung in zwei Kammern, das Repräsentantenhaus und den Senat, aufgeteilt. Beide Kammern hatten ausschließlich gewählte Mitglieder, wobei die des Repräsentantenhauses direkt, die des Senats indirekt gewählt wurden. 1952 kehrte man zum Monokameralismus zurück, die Hälfte der Mitglieder der Nationalversammlung wurden wiederum ernannt, von 1959 bis 1969 war das Parlament ganz aufgelöst.
Ab 1969 gab es wieder ein Zweikammerparlament, wobei die Mitglieder des Senats vollständig ernannt waren. Im November 1971 wurde das Parlament erneut suspendiert. Nach dem Volksaufstand im Oktober 1973 gab es von 1974 bis 1976 wieder ein Zweikammersystem mit direkt gewähltem Repräsentantenhaus und indirekt gewähltem Senat. Dieses wurde 1976 erneut durch ein vollständig ernanntes Einkammerparlament ersetzt, das 1978 wiederum einem Zweikammerparlament mit gewähltem Repräsentantenhaus und ernanntem Senat wich. Die Verfassung von 1997 sah vor, dass sowohl Repräsentantenhaus als auch Senat direkt gewählt wurden.
Nach der Verfassung von 2007 wurde das Repräsentantenhaus mit 500 Sitzen teils proportional über landesweite Parteilisten, teils direkt per Mehrheitswahlrecht in den 375 Wahlkreisen gewählt. Der 150-köpfige Senat umfasste je einen direkt gewählten Vertreter der 76 Provinzen, die übrigen Senatoren wurden von einem Wahlausschuss ausgesucht und vom König ernannt. Am 7. April 2010 drangen Aktivisten der Nationalen Demokratischen Allianz gegen Diktatur (im Volksmund „Rothemden“) im Zuge der Unruhen in Bangkok in das Parlamentsgebäude ein und zwangen Kabinetts- und Parlamentsmitglieder zur Flucht. In direkter Reaktion darauf gründete die Regierung das Centre for the Resolution of the Emergency Situation (CRES) mit einem umfangreichen Mandat zur Wiederherstellung der Ordnung im Land und rief tags darauf den Ausnahmezustand aus.
Infolge des Militärputsches vom 22. Mai 2014 wurde die Nationalversammlung aufgelöst. Unter der Interimsverfassung von Juli 2014 wurde sie durch eine Nationale Legislativversammlung mit 220 vom Militär ausgewählten Mitgliedern ersetzt.

## Gebäude

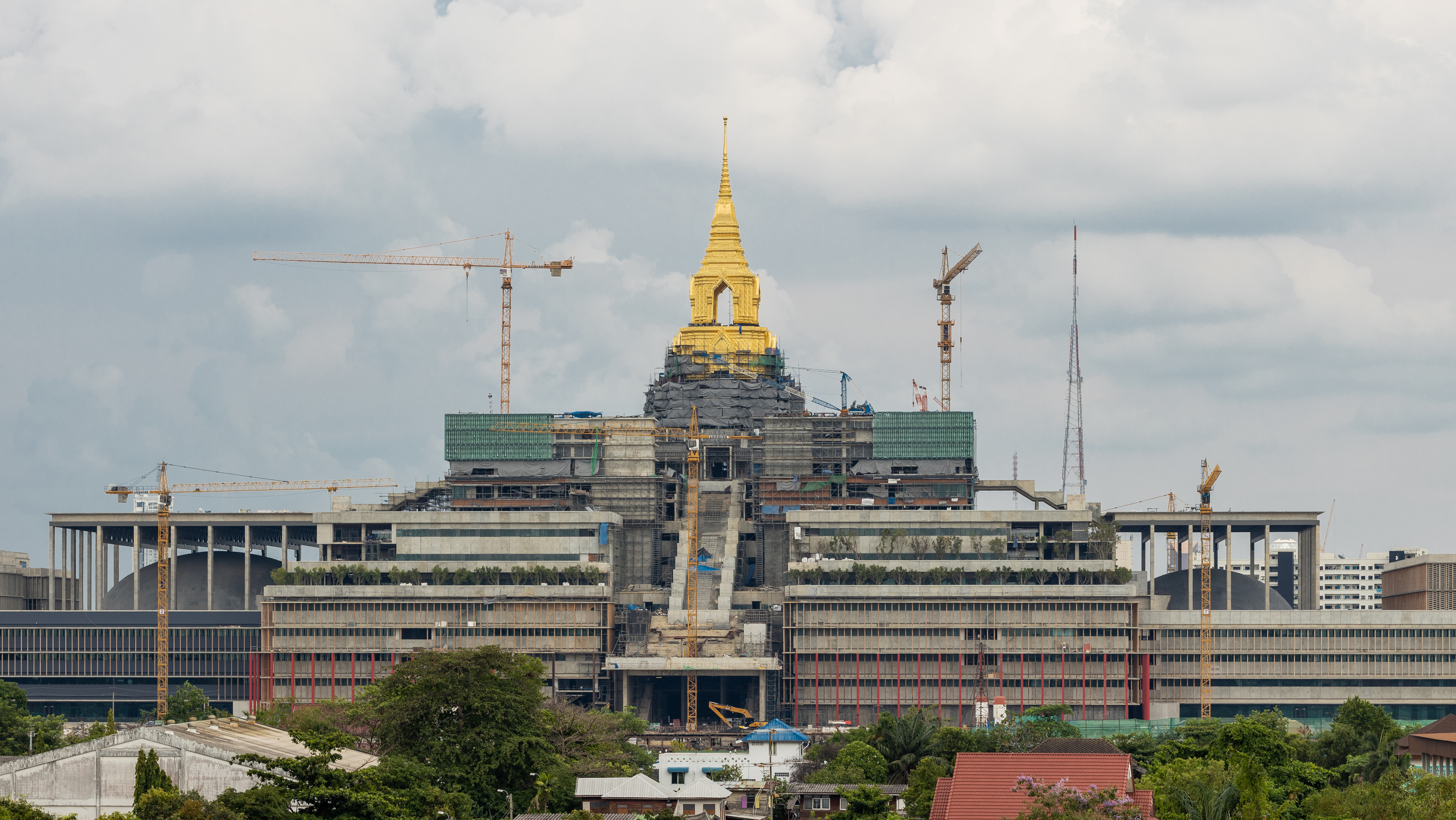
Baustelle des neuen Parlamentsgebäudes Sappaya-Saphasathan (2020)

Von 1932 bis 1974 tagte die Nationalversammlung in der Anantasamakhom-Thronhalle des Dusit-Palastkomplexes. Seit 1974 hatte sie ein eigenes Gebäude, das sich unmittelbar nördlich des Dusit-Palasts befand. Die feierlichen Eröffnungssitzungen einer neuen Legislaturperiode fanden allerdings weiterhin in der Anantasamakhom-Thronhalle statt.
Ab 2013 wurde am Ufer des Chao-Phraya-Flusses für 23 Milliarden Baht (ca. 650 Millionen Euro) ein neues, größeres Parlamentsgebäude namens Sappaya-Saphasathan gebaut. Das Gebäude mit einer goldenen Turmspitze symbolisiert die buddhistische Kosmologie nach dem mittelalterlichen Werk Trai Phum Phra Ruang und wird seit August 2019 von den Parlamentariern für Sitzungen genutzt; am 1. Mai 2021 wurde es offiziell eröffnet. Das Parlamentsgebäude aus den 1970er-Jahren wurde 2019 abgerissen.

## Belege
1. ↑  Jad Adams: Women and the Vote. A World History. Oxford University Press, Oxford 2014, ISBN 978-0-19-870684-7, Seite 437
2. ↑  Canan Atilgan: Ein neuer Senat für Thailand (PDF; 36 kB). Länderbericht Thailand, Konrad-Adenauer-Stiftung, März 2008, S. 1
3. ↑  Thailand. (pdf; 27 kB) country summary. In: Human Rights Watch. Januar 2011, abgerufen am 28. März 2012 (englisch, Zusammenfassung der Menschenrechtssituation in Thailand 2010.).
4. ↑  Parliament opens after King's ceremony. In: Bangkok Post (online), 24. Mai 2019.